# Kigali (Sektor)
Kigali (Kinyarwanda Umurenge wa Kigali) ist einer von 10 Sektoren des Distrikts Nyarugenge in Kigali, Ruanda.

## Geographie
Der Sektor hat eine Fläche von 29,4 km². Der Sektor unterteilt sich in die fünf Zellen Kigali, Mwendo, Nyabugogo, Ruriba und Rwesero. Nachbarsektoren sind im Norden Kaninya, im Nordosten Gatsata und Kimisagara, im Osten Nyakabanda, im Südosten Nyamirambo, im Süden Mageragere, im Südwesten Rugarika und im Westen Runda. Die Westgrenze des Sektors bildet der Fluss Nyabarongo.

## Bevölkerung
Nach Stand der Volkszählung von 2022 lag die Einwohnerzahl bei 61.499 und die Bevölkerungsdichte 2093 Einwohner pro Quadratkilometer. Zehn Jahre zuvor waren es 30.023 Einwohner, was einem jährlichen Bevölkerungszuwachs von 7,4 Prozent zwischen 2012 und 2022 entspricht.

## Verkehr
Durch den Norden des Sektors verläuft die Nationalstraße 1.